# Бутаиха
Бутаиха — посёлок в Нурлатском районе Республики Татарстан. Входит в Мамыковское сельское поселение.

## География
Расположена в 32 км к северо-западу от Нурлата.

## Климат
| Январь  | Февраль | Март    | Апрель | Май     | Июнь    | Июль    | Август  | Сентябрь | Октябрь | Ноябрь  | Декабрь |
| ------- | ------- | ------- | ------ | ------- | ------- | ------- | ------- | -------- | ------- | ------- | ------- |
| −10,6°С | −10,6°С | −5,5 °C | 5,3 °C | 14,3 °C | 19,2 °C | 20,9 °C | 18,5 °C | 12,9 °C  | 5 °C    | −4,1 °C | −9,8 °C |

## История
Год основания: 1932.
жители всю жизнь занимались рубкой леса, наёмные рабочие. Бедное население.
Посёлок окружен лесом, принадлежащим Зузеевскому лесничеству

## Население
| 1958 | 1970 | 1989 | 2002 |
| ---- | ---- | ---- | ---- |
| 69   | 49   | 302  | 229  |

### Национальный состав
По данным переписи 1989: русские — 56 %, татары — 24 %.